# Éros à l'arc

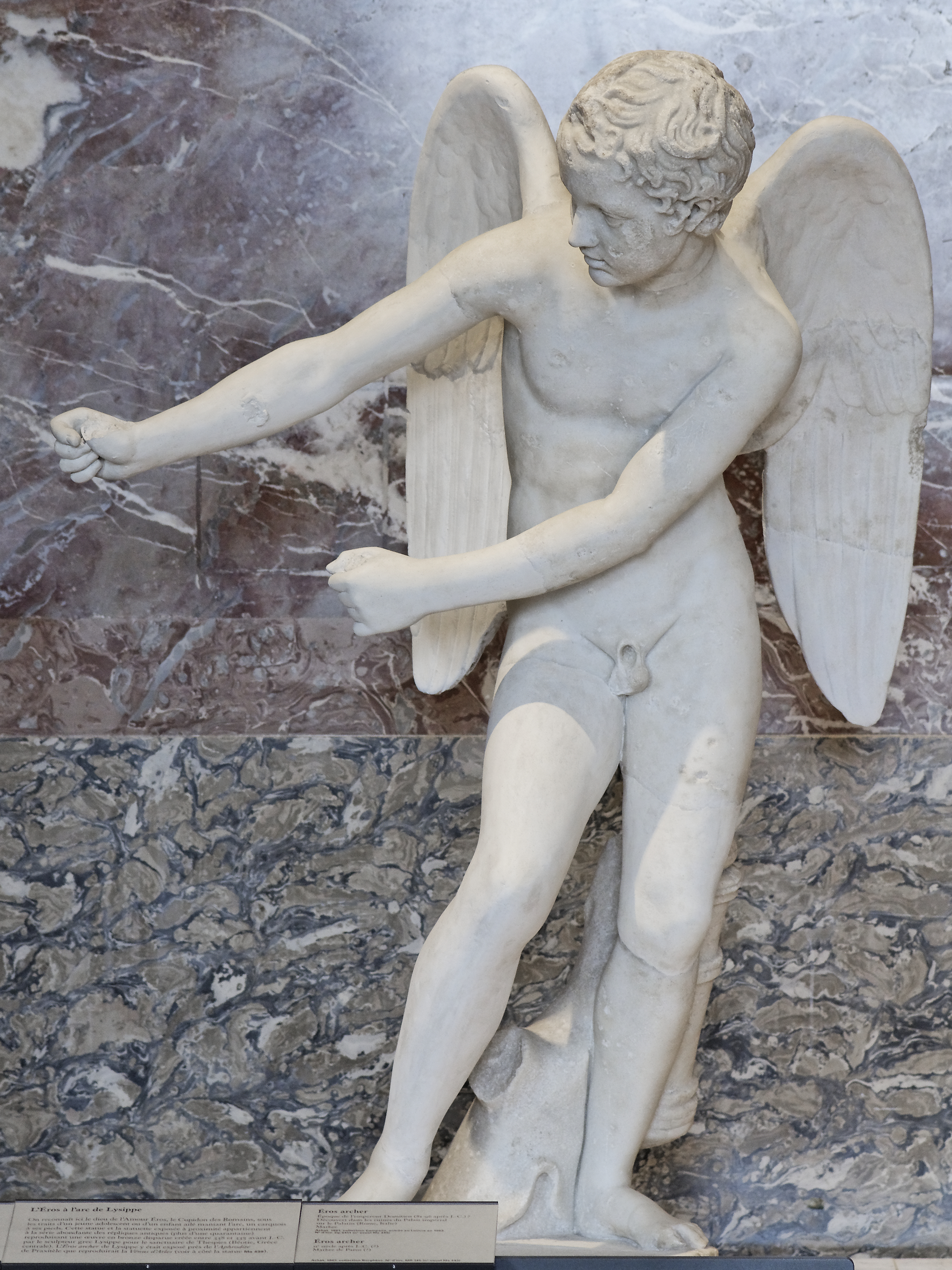
Copie de l'œuvre conservée au musée du Louvre.

L'Éros à l'arc ou Éros bandant son arc (en italien, Eros con l'arco) est une sculpture créée à l'origine en bronze par Lysippe pour le sanctuaire de Thespiae probablement entre 338 et 335 av. J.C. L'œuvre mentionnée par Pausanias est connue par une série de copies en marbre, principalement de l'époque impériale romaine. La plus célèbre est celle conservée aux Musées du Capitole, à Rome. 

## Description
Les études relatives à l'œuvre de Lysippe sont nées au début du XIXe siècle grâce à Ennius Quirinus Visconti qui a identifié la copie présente dans les Musées du Capitole de Rome et provenant de la Villa d'Este à Tivoli. Cette copie est conservée au palais neuf, dans la Galerie du musée. Elle est datée du début de l'Empire. Le jeune dieu est représenté en train de corder l'arc avec lequel il décroche les flèches de l'amour. 
La copie la plus ancienne et la plus fidèle de l'original est probablement le torse conservé à la Centrale Montemartini (Musées du Capitole), daté du Ier siècle av. J.-C.
Comme on peut le comprendre à partir de ce marbre, l'original en bronze devait avoir la jambe droite plus avancée que la gauche, légèrement inclinée et avec le talon légèrement relevé. Une deuxième caractéristique de l'original était la position du bras gauche qui, contrairement aux copies de l'âge impérial, devait apparaître près du torse dans la zone de la poitrine, mais détaché et étiré pour occuper l'espace avant à la hauteur de l'abdomen, qui est par conséquent resté libre et bien modélisé. Ce schéma correspond à la recherche typiquement lysippéenne qui s'approfondit continuellement à partir d'Agias, comme on peut le déduire des reproductions céramiques de l'archétype (Paris, Musée du Louvre : Athènes, Musée de la Céramique), jusqu'à la pleine réalisation de l'Apoxyómenos (Rome, Musées du Vatican). Le mouvement sinueux du buste avec le contraste accentué est perdu dans les copies ultérieures, mais est toujours pleinement compris dans la copie se trouvant au Musée national romain.